# 아드리안 지엘린스키
아드리안 에드바르트 지엘린스키(폴란드어: Adrian Edward Zieliński, 1989년 3월 28일~)는 폴란드의 역도 선수이다. 2012년 하계 올림픽 남자 역도 라이트헤비급 금메달을 획득했다.
동생인 토마시도 역도 선수이다.